# Gmina Žitorađa
Gmina Žitorađa (serb. Opština Žitorađa / Општина Житорађа) – gmina w Serbii, w okręgu toplickim. W 2018 roku liczyła 14 980 mieszkańców.